# Carex godfreyi
Carex godfreyi là một loài thực vật có hoa trong họ Cói. Loài này được Naczi mô tả khoa học đầu tiên năm 1993.